# Бутонка
Бутонка е вид обувка, част от спортна екипировка, наричана така заради издатините върху подметката, която използват футболистите във футболната игра, състезателите по ръгби, бейзбол, австралийски футбол и американски футбол, и които използват основно върху тревно покритие. Целта на бутоните върху подметката е да повишат сцеплението и да осигурят относителен контрол върху стабилността на спортиста.
При различните видове спорт разположението на бутоните върху подметката и техният брой е специфично за играта, която се практикува.
При практикуване на футбол на изкуствено покритие се използват футболни обувки с множество гумени малки бутони на подметката, които се наричат с наименованието „стоножки“.
Бутоните са издатини на подметката на обувката, които са излети със самата подметка или имат външно закрепване към обувката, като с тяхна помощ състезателите си осигуряват допълнително сцепление с мека или хлъзгава повърхност. Те могат да бъдат с конична или подобна на острие форма и могат да бъдат направени от пластмаса, гума или метал.